# Harpalus rufipalpis
Harpalus rufipalpis é uma espécie de insetos coleópteros pertencente à família Carabidae.
A autoridade científica da espécie é Sturm, tendo sido descrita no ano de 1818.
Trata-se de uma espécie presente no território português.